# إسماعيل عتمان
اللواء أركان حرب إسماعيل عتمان (توفي يوم 18 يوليو 2023) عسكري مصري شغل منصب مدير إدارة الشئون المعنوية بالقوات المسلحة المصرية، وعضو سابق بالمجلس الأعلى للقوات المسلحة.

## حياته المهنية
- تقلد منصب مدير إدارة السجلات العسكرية
- تولى مدير إدارة التجنيد والتعبئة
- تولى إدارة الشئون المعنوية
- مساعد رئيس أركان حرب القوات المسلحة المصرية[3]
- كان المتحدث الرسمي باسم وزارة الدفاع منذ القرار الجمهوري بنزول الجيش إلى الشارع عقب ثورة 25 يناير

كان أول ظهور له على التلفزيون المصري في 31 يناير 2011، حيث ألقى خطاباً أكد فيه «أن القوات المسلحة لن تستخدم القوة ضد المتظاهرين وأنها تقدر المطالب المشروعة للشعب المصري، وأن حرية التعبير مكفولة بالوسائل السلمية التي يبيحها القانون»، وكان هذا عقب انسحاب قوات الشرطة بعد الاشتباكات العنيفة مع المتظاهرين في جمعة الغضب ونزول القوات المسلحة المصرية إلى مدن ومحافظات الجمهورية.
وكان عتمان من حمل شريطاً مسجلاً عليه صوت نائب رئيس الجمهورية عمر سليمان، إلى مبنى الإذاعة والتلفزيون، ليذيع تنحي الرئيس حسني مبارك.

في بداية سبتمبر 2012 أحيل إلى التقاعد، وعرض عليه منصب محافظ كفر الشيخ لكنه رفضه لرغبته في التفرغ لحياته الأسرية.